# Psilotrichum rubellum
Psilotrichum rubellum är en amarantväxtart som beskrevs av John Gilbert Baker. Psilotrichum rubellum ingår i släktet Psilotrichum och familjen amarantväxter. Inga underarter finns listade i Catalogue of Life.